# Guadalajara Open Akron 2024
Guadalajara Open Akron 2024, oficiálně Guadalajara Open Akron presented by Santander 2024, byl tenisový turnaj na ženském profesionálním okruhu WTA Tour, hraný v Panamerickém tenisovém centru v Zapopanu. Třetí ročník mexického Guadalajara Open probíhal mezi 9. a 15. zářím 2024 v guadalajarské metropolitní oblasti, na dvorcích s tvrdým povrchem.
Turnaj dotovaný 922 573 dolary patřil poprvé do kategorie WTA 500 po degradaci z úrovně WTA 1000. Snížen byl i počet startujících z 56 na 28 ve dvouhře a z 28 na 16 párů ve čtyřhře. Nejvýše nasazenou singlistkou se stala světová dvanáctka Jeļena Ostapenková z Lotyšska. Ve druhém kole po divokém průběhu podlehla druhé nejmladší startující, 19leté Kanaďance Marině Stakusicové, která odvrátila čtyři mečboly. Jako poslední přímá účastnice do dvouhry nastoupila americká 53. hráčka žebříčku Sloane Stephensová.
V důsledku invaze Ruska na Ukrajinu na konci února 2022 řídící organizace tenisu ATP, WTA a ITF s grandslamy rozhodly, že ruští a běloruští tenisté mohli dále na okruzích startovat, ale do odvolání nikoli pod vlajkami Ruska a Běloruska.
První titul na okruhu WTA Tour ve dvouhře vybojovala 26letá Polka Magdalena Fręchová, která po skončení debutovala v první světové čtyřicítce žebříčku. Ve čtyřhře zvítězily Kazachstánka Anna Danilinová s Irinou Chromačovovou, jež si odvezly druhou společnou trofej.

## Rozdělení bodů a finančních odměn

### Rozdělení bodů
| Soutěž  | Soutěž      | vítězky | finalistky | semifinalistky | čtvrtfinalistky | 16 v kole | 28 v kole | Q  | Q2 | Q1 |
| ------- | ----------- | ------- | ---------- | -------------- | --------------- | --------- | --------- | -- | -- | -- |
| dvouhra | [ 4 ] [ 9 ] | 500     | 325        | 195            | 108             | 60        | 1         | 25 | 13 | 1  |
| čtyřhra | [ 10 ]      | 500     | 325        | 195            | 108             | 1         | —         | —  | —  | —  |

### Finanční odměny
| Soutěž                                | Soutěž      | vítězky   | finalistky | semifinalistky | čtvrtfinalistky | 16 v kole | 28 v kole | Q2      | Q1      |
| ------------------------------------- | ----------- | --------- | ---------- | -------------- | --------------- | --------- | --------- | ------- | ------- |
| dvouhra                               | [ 4 ] [ 9 ] | 142 000 $ | 87 655 $   | 51 205 $       | 24 910 $        | 13 590 $  | 9 820 $   | 6 603 $ | 3 380 $ |
| čtyřhra                               | [ 10 ]      | 47 390 $  | 28 720 $   | 16 430 $       | 8 510 $         | 5 140 $   | —         | —       | —       |
| částky ve čtyřhře jsou uvedeny na pár |             |           |            |                |                 |           |           |         |         |

## Ženská dvouhra

### Nasazení
| Stát                          | Hráčka                 | WTA | Nasazení |
| ----------------------------- | ---------------------- | --- | -------- |
| Lotyšsko                      | Jeļena Ostapenková     | 10. | 1.       |
| USA                           | Danielle Collinsová    | 11. | 2.       |
|                               | Viktoria Azarenková    | 20. | 3.       |
| Francie                       | Caroline Garciaová     | 30. | 4.       |
| Polsko                        | Magdalena Fręchová     | 43. | 5.       |
| Česko                         | Marie Bouzková         | 45. | 6.       |
|                               | Veronika Kuděrmetovová | 46. | 7.       |
| USA                           | Caroline Dolehideová   | 49. | 8.       |
| Žebříček WTA k 26. srpnu 2024 |                        |     |          |

### Jiné formy účasti
Následující hráčky obdržely divokou kartu do hlavní soutěže: 
- Ana Sofía Sánchezová
- Marina Stakusicová

Následující hráčky postoupily z kvalifikace:
- Kimberly Birrellová
- Alex Ealaová
- Olivia Gadecká
- Aleksandra Krunićová
- Ena Šibaharaová
- Lucrezia Stefaniniová

Následující hráčka postoupila z kvalifikace jako šťastná poražená:
- Sachia Vickeryová

### Odhlášení
před zahájením turnaje
- Paula Badosová → nahradila ji  Renata Zarazúová
- Beatriz Haddad Maiová → nahradila ji  Emina Bektasová
- Anna Kalinská → nahradila ji  Martina Trevisanová
- Emma Navarrová → nahradila ji  Anna Karolína Schmiedlová
- Maria Sakkariová → nahradila ji  Tatjana Mariová
- Taylor Townsendová → nahradila ji  Sachia Vickeryová
- Čeng Čchin-wen → nahradila ji  Ashlyn Kruegerová

## Ženská čtyřhra

### Nasazení
| Stát                                                                      | Hráčka              | Stát     | Hráčka              | WTA  | Nasazení |
| ------------------------------------------------------------------------- | ------------------- | -------- | ------------------- | ---- | -------- |
| Norsko                                                                    | Ulrikke Eikeriová   | Estonsko | Ingrid Neelová      | 80.  | 1.       |
| Maďarsko                                                                  | Tímea Babosová      | Ukrajina | Nadija Kičenoková   | 87.  | 2.       |
| Kazachstán                                                                | Anna Danilinová     |          | Irina Chromačovová  | 88.  | 3.       |
| Gruzie                                                                    | Oxana Kalašnikovová |          | Kamilla Rachimovová | 152. | 4.       |
| Žebříček WTA k 26. srpnu 2024; číslo je součtem umístění obou členek páru |                     |          |                     |      |          |

### Jiné formy účasti
Následující pár obdržel divokou kartu do hlavní soutěže:
- Eudice Chongová /  Ana Sofía Sánchezová

## Přehled finále

### Dvouhra
- Magdalena Fręchová vs.  Olivia Gadecká 7–6(7–5), 6–4

### Čtyřhra
- Anna Danilinová /   Irina Chromačovová vs.  Oxana Kalašnikovová /   Kamilla Rachimovová, 2–6, 7–5, [10–7]